# Fimbulvet
Fimbulvet ist eine als Solo-Projekt gegründete Pagan-Metal-Band, die ihren Musikstil mit Elementen des Folk Metal mischt. 

## Geschichte
Fimbulvet wurde im Herbst 2003 als Solo-Projekt von Stephan Gauger gegründet. Im November desselben Jahres stieß mit Diana Mathesie (Keyboard) eine weitere Musikerin zum Bandprojekt. Im Februar stieß Marco Volborth (Bass) zum Duo, ehe Christian Hopf (Gitarre) die Gruppe komplettierte. Anfangs probte die Band in der Wohnung des Projektgründers.
Im Juli 2004 bekam die Band einen richtigen Proberaum. Im Oktober begannen die Aufnahmen an ihrer Demo-CD Gjallarhorn, welche im Powertrack Studio (u. a. Odroerir und Menhir) aufgenommen wurde. Diese CD wurde noch im selben Jahr veröffentlicht.
Im Januar 2005 spielte die Band ihr erstes Konzert, dieses fand in Bad Salzungen statt. Aufgrund musikalischer Differenzen mit der Band verließ Christian Hopf diese aber. Auch Diana Mathesie verließ die Band, jedoch aufgrund eines Studiums. Kurz nach Bekanntgabe, dass die beiden Musiker die Band verlassen würden, stieß mit Felix Zimmermann ein Schlagzeuger zur Band. Nach einigen Komplikationen wurde die Band schließlich als Trio fortgeführt.
Die Band begann Ende 2005 mit den Aufnahmen an ihrem Debütalbum Ewiger Winter. Dieses erschien 2006 als Eigenproduktion. Bei einem Konzert in Ilmenau wurde die Band von einem Gitarristen der Gruppe Heldgard unterstützt. Im Juli spielte man auf dem Riedfest in Rohr. Ihren ersten Auftritt außerhalb Thüringens absolvierte die Band auf dem Welcome Goodbye Summer Open Air Festival (WGSOAF) im Erzgebirge/Sachsen. Aufgrund eines Studiums musste auch Schlagzeuger Zimmermann die Band verlassen. Im Oktober stieß mit Danny Rubner, ein ehemaliger Schlagzeuger der Band Sinwist, ein neuer Musiker zur Gruppe. Im Februar 2007 spielte man auf der Metalnight in Schmalkalden. Auch Rubner verließ die Band schnell wieder – wieder aufgrund eines Studiums.
Im April 2007 übernahm Falko Knoll, ehemaliger Sänger der Death-Metal-Band Sepulcrum, das Schlagzeug der Band. Im Januar 2008 produzierte man mit Der Ruf in goldenen Hallen das zweite Album, welches auf 1000 Stück limitiert wurden. Bei den Aufnahmen wurde die Gruppe von Odroerir-Sängerin Nathalie Nebel unterstützt. Dieses wurde vom Rock Hard äußerst positiv aufgenommen. Den Rest des Jahres tourte Fimbulvet mit Varg und Kromlek. 2009 spielte die Band mit Turisas. Mit Christian Fröhlich konnte nach langer Suche ein zweiter Gitarrist gefunden werden. Die Band stand zwischenzeitlich bei Eichenthron unter Vertrag, ehe sie zu Nocturnal Empires wechselte. Im Juni 2009 arbeiteten sie an ihrem dritten Album, das ein Konzeptalbum werden sollte und 5 Lieder enthält. Auch hier wurde die Band von Gastmusikern unterstützt. Diese waren Heiko Gerull (Menhir), Stickel (Odroerir) und Ricardo Wilk. Das Album heißt Kriegerwahn und ist in Großbritannien erhältlich. Im Oktober 2011 konnte das vierte Album Frostbrand – Nach Flammen Sehnsucht auf den Markt gebracht werden.

## Diskografie
- 2004: Gjallarhorn (Demo, CD, Eigenvertrieb)
- 2006: Ewiger Winter (Album, CD, Eigenvertrieb)
- 2008: Der Ruf in goldenen Hallen (Album, CD, Eichenthron)
- 2009: Kriegerwahn (EP, CD, Nocturnal Empire)
- 2011: Frostbrand – Nach Flammen Sehnsucht (Album, CD, Nocturnal Empire)
- 2014: Frostbrand – Eines Bildnis Tracht (Album, CD, Einheit Produktionen)
- 2016: Heidenherz (Kompilation, 2xCD, Einheit Produktionen)
- 2023: Portale (Album, CD, Trollzorn Records)

## Musikvideos
- 2023: Der finst're Poet